# Museo de Bellas Artes de Tours
El Museo de Bellas Artes de Tours (en francés: Musée des Beaux-Arts de  Tours) es un museo de bellas artes francés que se encuentra en el antiguo palacio episcopal en la ciudad, cerca de la catedral de San Gaciano.
Un jardín a la francesa se extiende delante del palacio episcopal del siglo XVIII, que ha mantenido parte de su decoración de origen. Un cedro del Líbano, clasificado como «Arbre Remarquable de France» [Árbol notable de Francia], adorna el patio del museo y se puede ver en el mismo patio, en un edificio frente al palacio, Fritz, un elefante asiático disecado, sacrificado cuando se tornó incontrolable durante un desfile del circo Barnum & Bailey en las calles de Tours el 10 de junio de 1902. El acceso al elefante y al gran cedro es gratuito ya que se encuentra dentro del parque.
El Museo de Bellas Artes de Tours se encuentra en un edificio histórico de excepcional calidad. El sitio es de suma importancia para la historia de la antigua Caesarodunum; el museo alberga en su subsuelo la más hermosa inscripción lapidaria a la gloria de los turons. Los primeros obispos habían optado por establecerse cerca de la catedral, en un palacio construido sobre las murallas del siglo IV del que subsiste aúnhoy una hermosa traza, en especial la torre en ángulo.
Otro vestigio de este período, una capilla adosada al palacio de los arzobispos que data del siglo IV y fue reconstruida en 591 por orden de Gregorio de Tours. Este edificio fue transformado en el siglo XII y se destruyó parcialmente en el siglo XVII durante el acondicionamiento del nuevo palacio arzobispal del obispo Bertrand d'Eschaux. En el siglo XII se construyó la llamada ala del Sínodo. Constantemente transformada a lo largo de los siglos, esta enorme sala donde se reunieron en dos ocasiones (1468 y 1484) los Estados Generales del reino de Francia es uno de los sitios históricos más evocadores de la historia de Touraine.
Monseñor Rosset de Fleury ultimó el conjunto finales gracias a la construcción del palacio con frontón y ático y al acondicionamiento de terrazas cuya curva sigue la disposición del anfiteatro romano. Finalmente, monseñor de Conzié hizo erigir en 1775, en la plaza de los antiguos establos, el imponente portal y el hemiciclo del patio de honor. Transformó el antiguo sala del Sínodo en una capilla arzobispal e hizo elevar, a este fin, una columnata a la antigua.
Después de 1789, el palacio arzobispal se convirtió en teatro, Escuela Central, biblioteca y después, por decreto departamental de 6 de octubre de 1792 y por la energía apasionada del fundador de la escuela de dibujo de la ciudad, Charles-Antoine Rougeot y de su yerno, Jean-Jacques Raverot, se convirtió en depósito de obras confiscadas en la Revolución. Un primer museo fue abierto al público el 4 de marzo de 1795.
El antiguo arzobispado fue objeto de una clasificación en el título de los monumentos históricos desde el 27 de junio de 1983.

## Historia

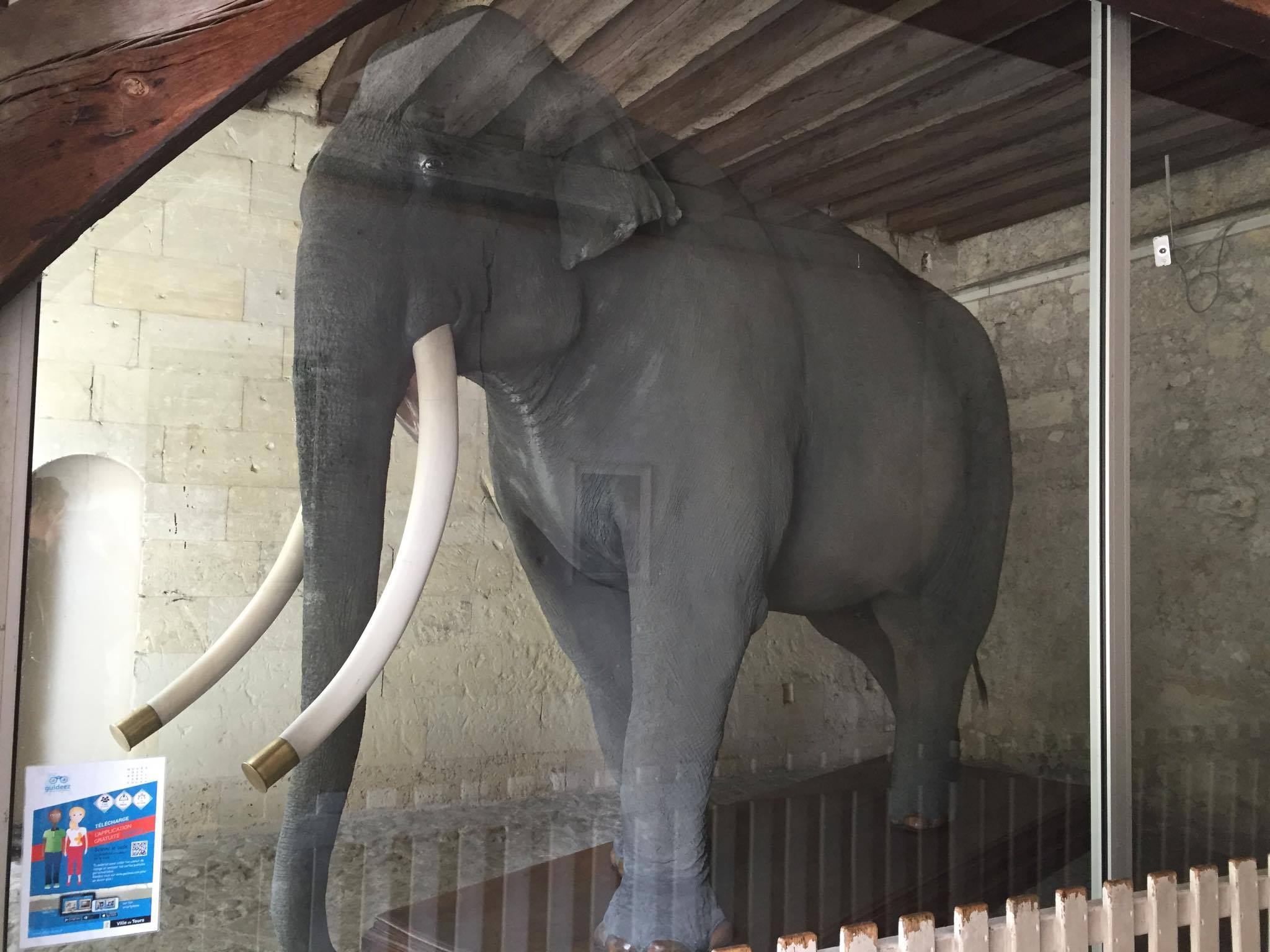
Fritz el elefante

Después de 1789, el palacio arzobispal se convirtió en teatro, Escuela Central, biblioteca y depósito de obras de arte confiscadas.
Bajo el Imperio y durante todo el siglo XIX, los edificios fueron de nuevo asignados a la archidiócesis. Por lo tanto, las obras dejaron el lugar y pasaron a locales temporales, en el antiguo convento de la Visitación, y después en la antigua intendencia, antes de que fuese inaugurado en 1828 un edificio especialmente creado para albergar el museo en la plaza de las Artes en la ribera del Loira. 
En 1910 la ciudad se convirtió en propietaria de los lugares, y las colecciones se reintegraron al antiguo palacio arzobispal.
Los fondos más antiguos del museo se compone de obras confiscadas en 1794 en los hogares de emigrantes, iglesias y conventos, especialmente de las grandes abadías de Marmoutier, de Bourgueil y de La Riche, así como pinturas y muebles del  château de Chanteloup y del château de Richelieu. Entre los más famosos destacan Gabriel Blanchard, François Boucher, Louis de Boulogne, Jean-Pierre Louis Laurent Houël, Charles de La Fosse, Charles Lamy, Eustache Le Sueur, Joseph Parrocel, Jean Restout.

## Legados
Gaëtan Cathelineau (1787-1859), alumno y amigo de David, profesor de dibujo en el colegio real de Tours, legó una cincuentena de cuadros de pintores antiguos, incluyendo el único Hubert Robert incontestable de la colección, Cascade sous un pont en ruines [Cascada bajo un puente en ruinas], y un sorprendente Louis Cretey, Tobie et l’ange [Tobias y el ángel].
En 1874, Charles-Calixte Schmidt, restaurador de pintura y profesor de dibujo, nacido en Tours en 1814 y muerto en Rochecorbon en 1875, decidió legar a la ciudad de Tours, para una pensión de viaje de mil francos al año, muebles, cerámicas, esmaltes (en particular La Femme mal dressée [La mujer mal dibujada], de Jean Laudin, pieza muy interesante por la calidad de la ejecución y la particularidad del sujeto) y tablas, incluyendo el magnífico Enlèvement d’Hélène [Secuestro de Helena] de Frans Francken el Joven, el hermoso Portrait d’homme [Retrato de hombre] de Giovanni Battista Moroni, la encantadora y poco común Adoration des Mages [Adoración de los magos] de Sebastiano Conca,  el admirable retrato que se supone de Louis-François Aubert, peintre en émail du Roi, los dos  Paysage de Antonio Francesco Peruzzini  y muchas otras obras de gran calidad.
Antes de su muerte en 1951, el poeta y novelista André Foulon de Vaulx legó una gran parte de la colección de mobiliario y de pinturas de su padre en el museo de Bellas Artes de Tours.
En 1963 el museo recibió la colección del pintor y coleccionista Octave Linet, que constituye una de las mayores colecciones de primitivos italianos después de la delLouvre y la del museo del Petit Palais de Aviñón.

## Colecciones

### Pintura
El museo conserva una colección de pinturas importante y bastante homogénea, marcada por varias obras maestras, incluyendo las dos pinturas de Andrea Mantegna proveniente de la predela del retablo de San Zeno (el último de los tres elementos de la predela, La Crucifixion,  se conserva en el museo del Louvre):
- la colección de Primitivos italianos y de pinturas del Renacimiento italiano que se compone de dos paneles de Mantegna (Jésus au jardin des oliviers y La Résurrection) y de obras de artistas como Antonio Vivarini, Giovanni di Paolo, Lippo d'Andrea, Naddo Ceccarelli, Niccolo di Tommaso, Lorenzo Veneziano. La pintura italiana de los siglos siguientes está representada por obras de Giovanni Battista Moroni, Antonio Tempesta (La Mort d’Absalon y Le Passage de la mer Rouge), Mattia Preti (Le Triomphe de Silène, ca. 1635), Sebastiano Conca, Francesco Cairo, Bernardo Strozzi, Innocenzo Tacconi, Paolo Pagani, Francesco Providoni, Corrado Giaquinto, Donato Creti, Francesco Fontebasso  o incluso Giuseppe Bazzani.

Primitivos italianos
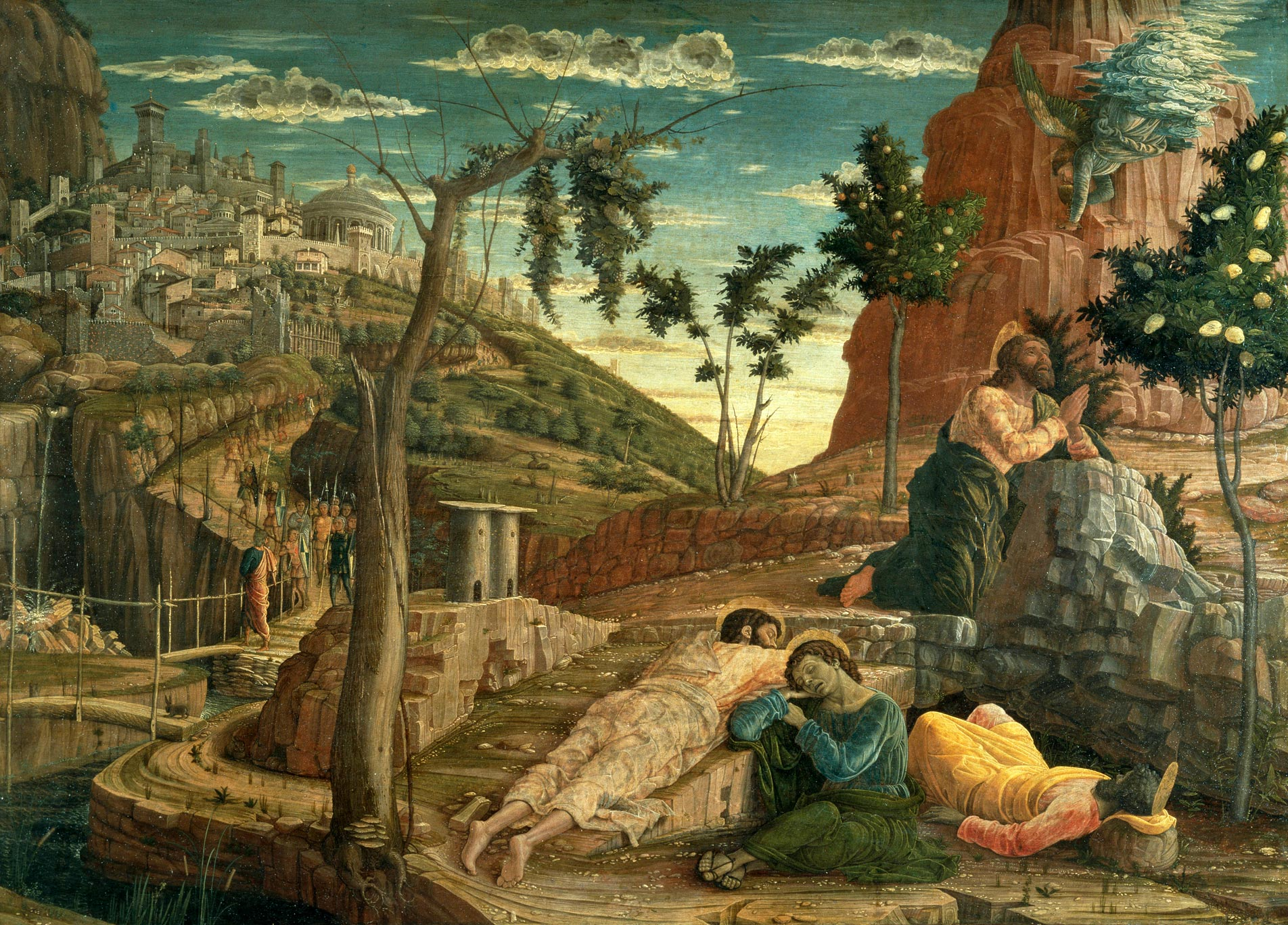
Jésus au jardin des oliviers (1459) de Andrea Mantegna (óleo sobre madera, 66×88 cm)
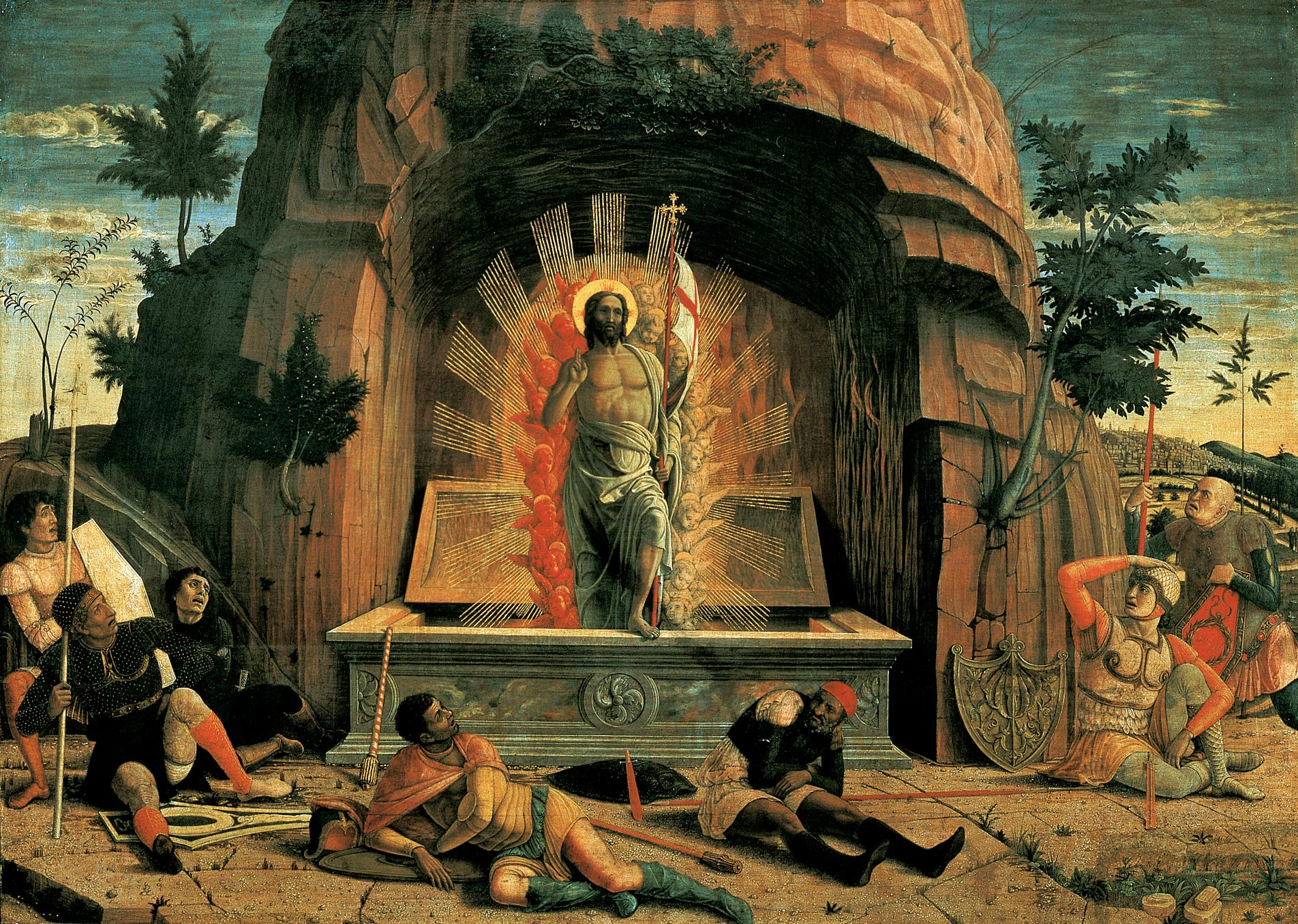
La Résurrection (1459) de Andrea Mantegna (óleo sobre tela, 71×94 cm)
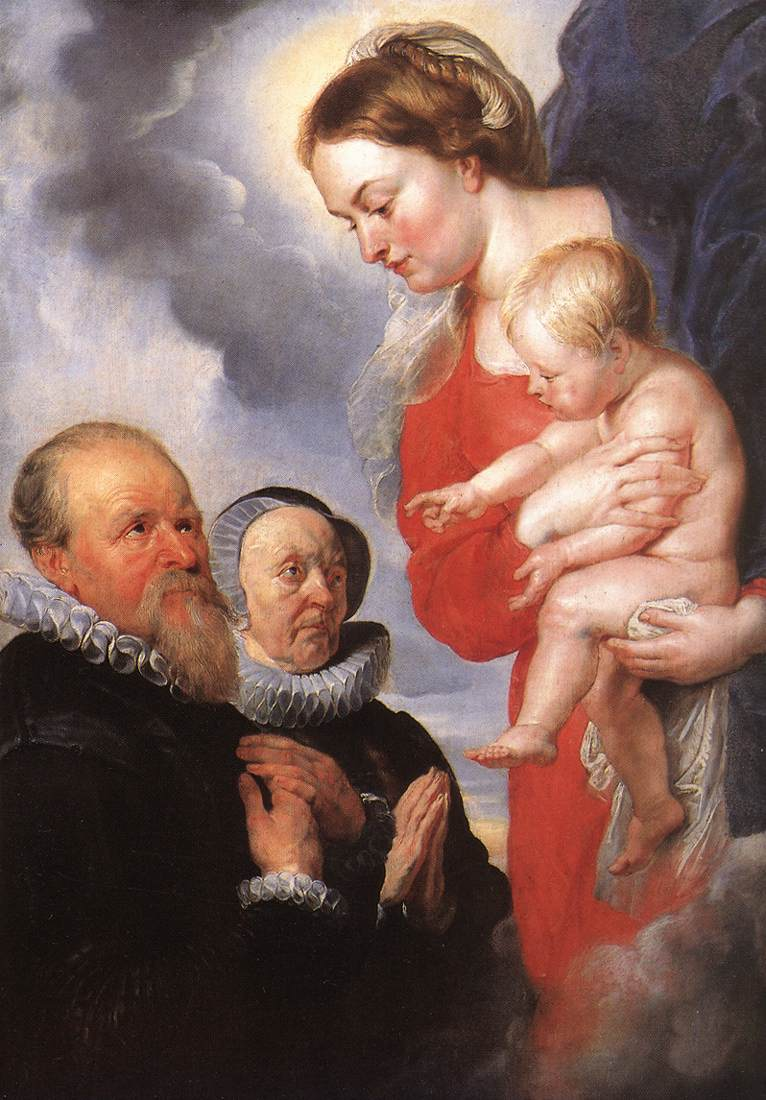
Vierge à l'enfant et portraits des donateurs Alexandre Goubau et son épouse Anne Antoni  (ca. 1604) de Pedro Pablo Rubens (óleo sobre tela)
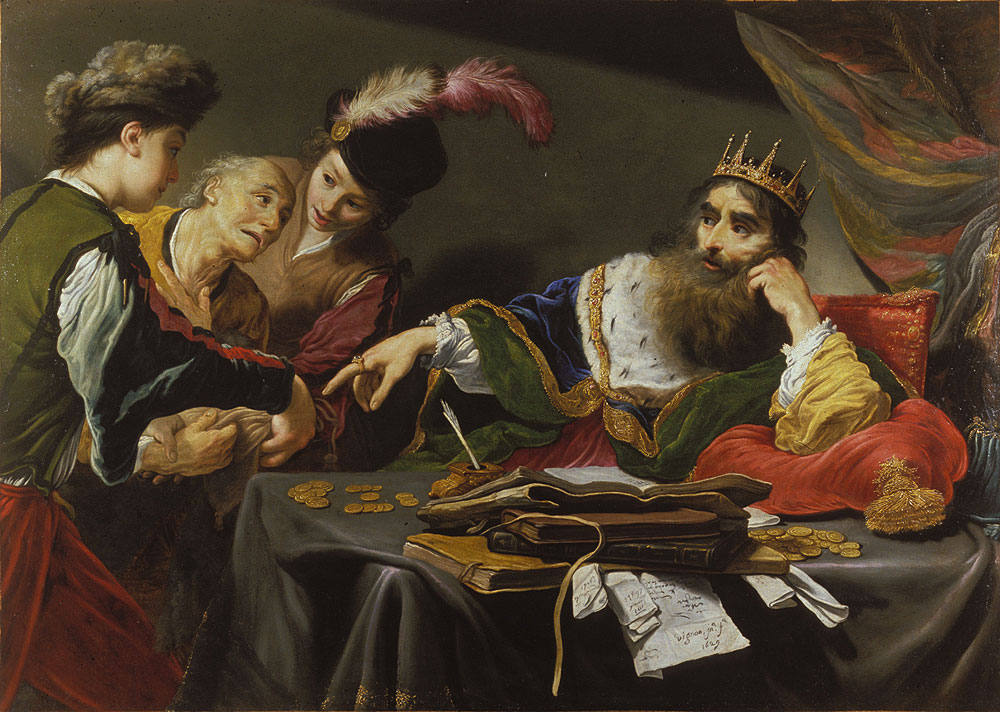
La parabole du serviteur impitoyable  (1629) de Claude Vignon (óleo sobre tela)
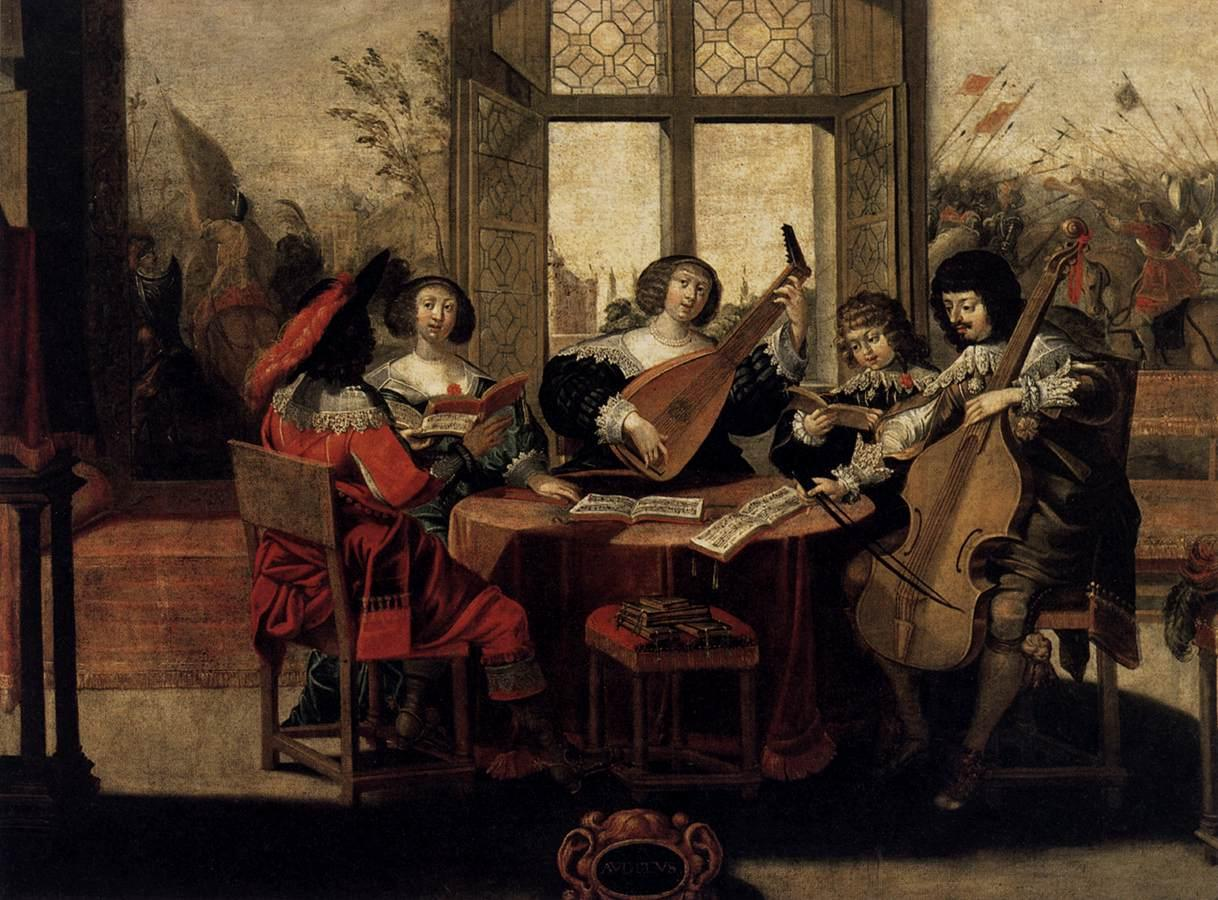
Les Cinq Sens : l'ouïe (ca. 1635), atribuida a Abraham Bosse (óleo sobre tela)
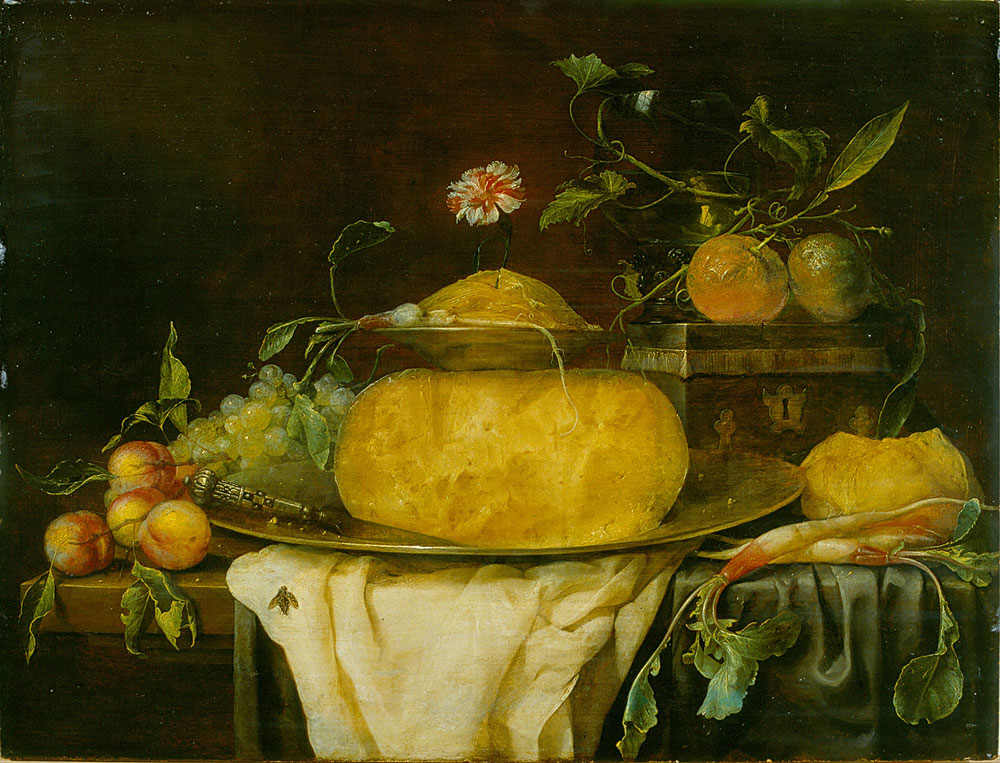
Nature morte au fromage (años 1650), de Joris van Son

- La pintura francesa antigua está abundantemente representada tanto del siglo XVII como del siglo XVIII. El siglo XVII está ilustrado por artistas como Claude Vignon (nativo de Tours), Philippe de Champaigne, Jacques Blanchard, Eustache Le Sueur, Noël Coypel, Pierre Patel, Louis Cretey, Charles de La Fosse y Hyacinthe Rigaud. El siglo XVIII está representado por Antoine Coypel, Nicolas de Largillierre, Louis de Boullogne, Jean Jouvenet, Jean Raoux, Pierre Subleyras, François Lemoyne (Pygmalion voyant sa statue animée, 1729), Jean-Marc Nattier (Persée, assistée par Minerve, pétrifie Phinée et ses compagnons en leur présentant la tête de Méduse, trozo de recepción en la Académie royale de peinture et de sculpture en 1718), François Boucher, Carle Van Loo, Alexandre Roslin, Nicolas Lancret, Jean-Baptiste Perronneau, Jean-Baptiste Deshays de Colleville, Joseph Vernet, François-André Vincent et Hubert Robert.

Pintura francesa antigua
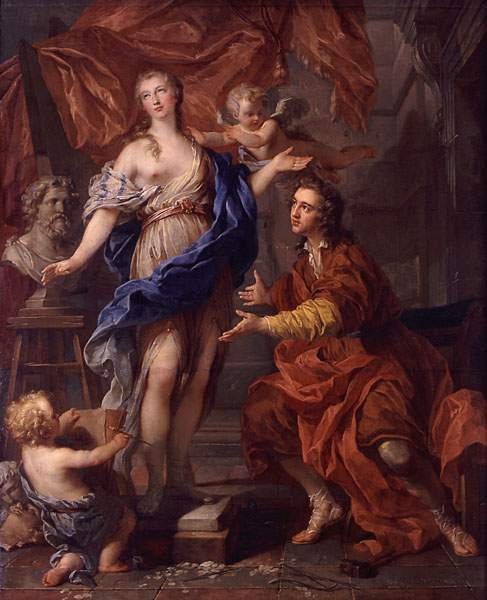
Pygmalion et Galatée (1729), de François Lemoyne
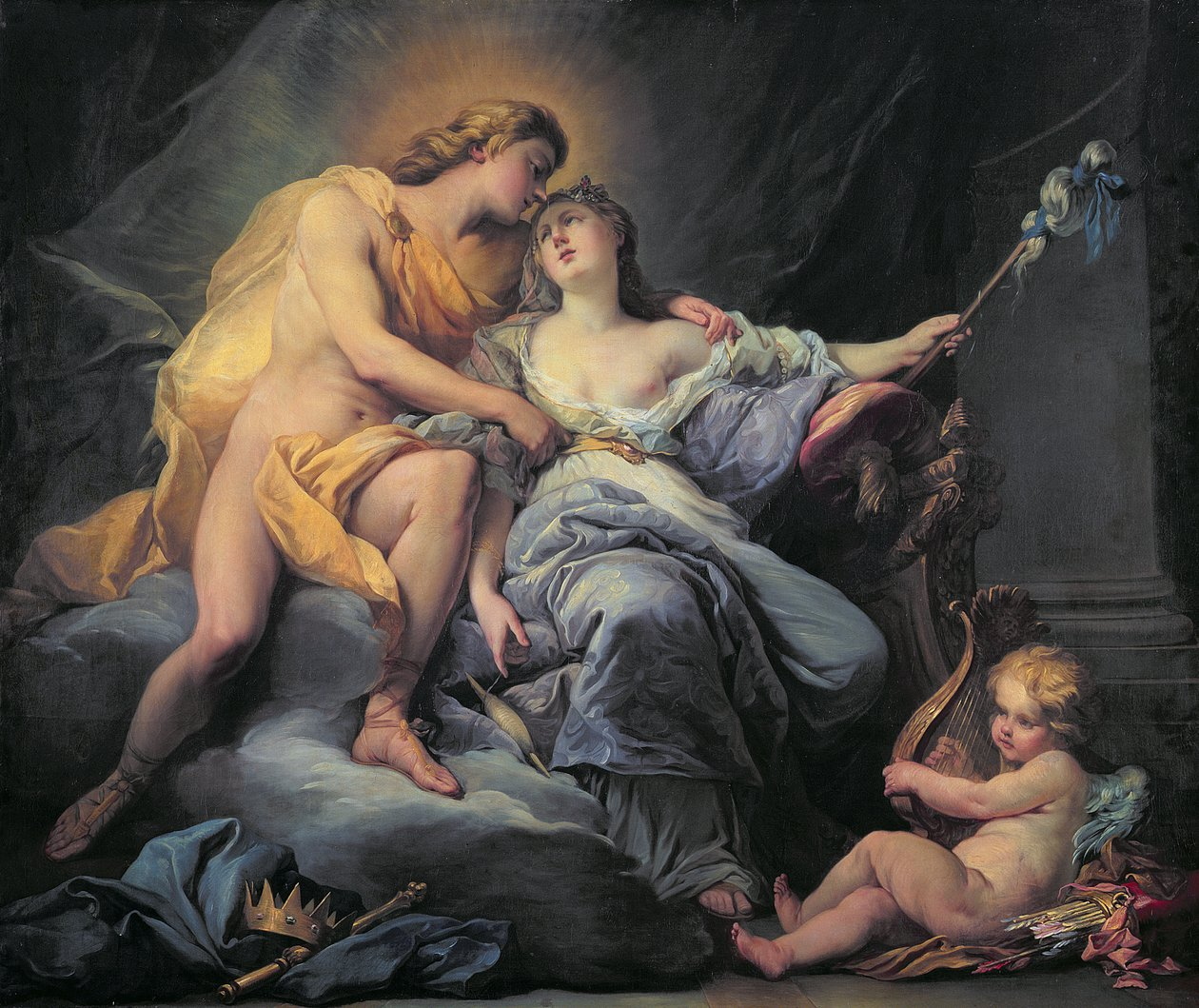
Apollon carressant Leucothoé (1737) de Antoine Boizot
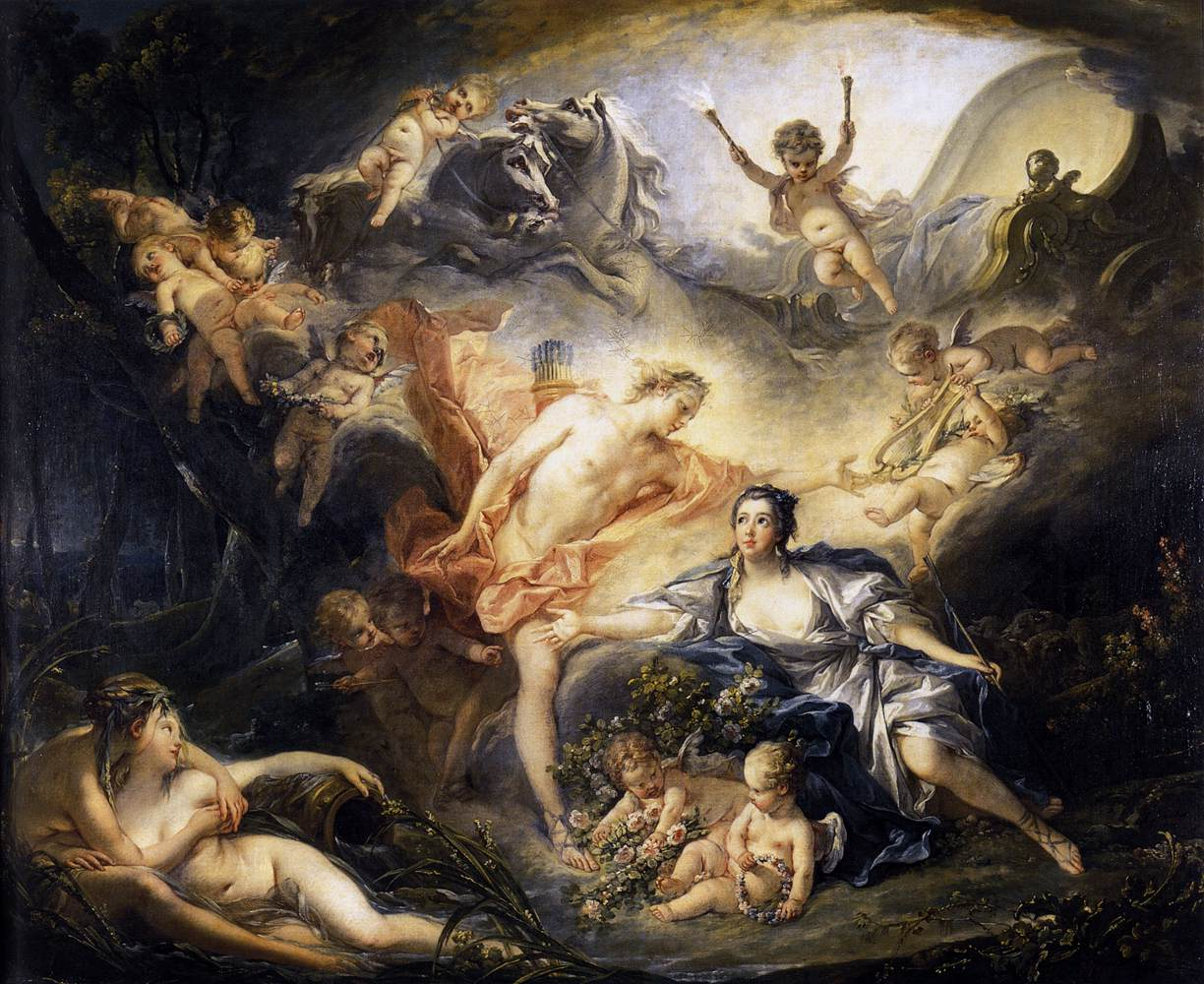
Apollon révélant sa divinité à la bergère Issé (1750) de François Boucher (óleo sobre tela)
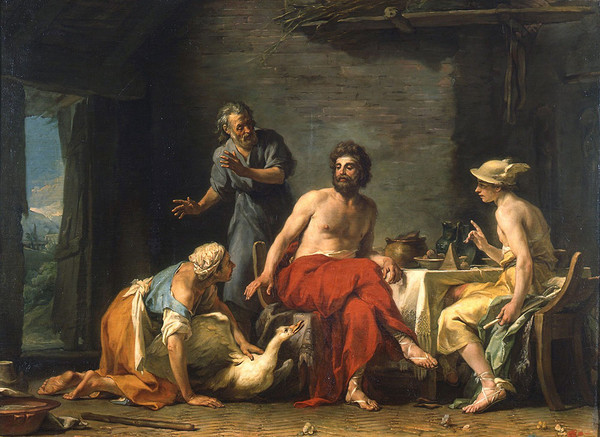
Philémon et Baucis donnant l'hospitalité à Jupiter et Mercure (1769) de Jean-Bernard Restout
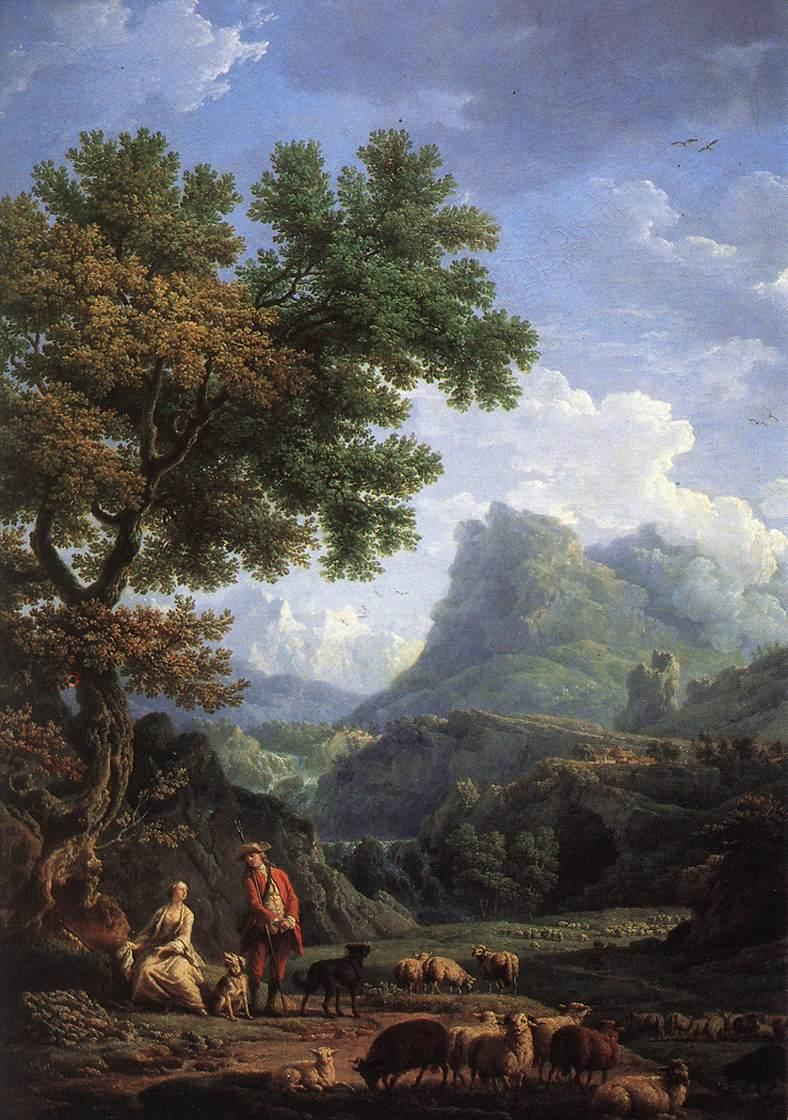
Bergers dans les Alpes de Claude Joseph Vernet, óleo sobre tela, segunda mitad del siglo XVIII

- La pintura francesa del siglo XIX está igualmente ampliamente representada, en especial con obras de Ingres, Théodore Chassériau, Eugène Delacroix, Edgar Degas et Claude Monet (Un bras de la Seine près de Vétheuil), Jean Béraud, Léon Bonnat, Jean-Baptiste Carpeaux, Jules-Elie Delaunay, Carolus-Duran, Henri Gervex, Auguste-Barthélémy Glaize, Hans Makart, Henri Martin, Alphonse Muraton, Jean Veber, Michel Martin Drolling, Félix Ziem.

Pintura francesa del siglo XIX
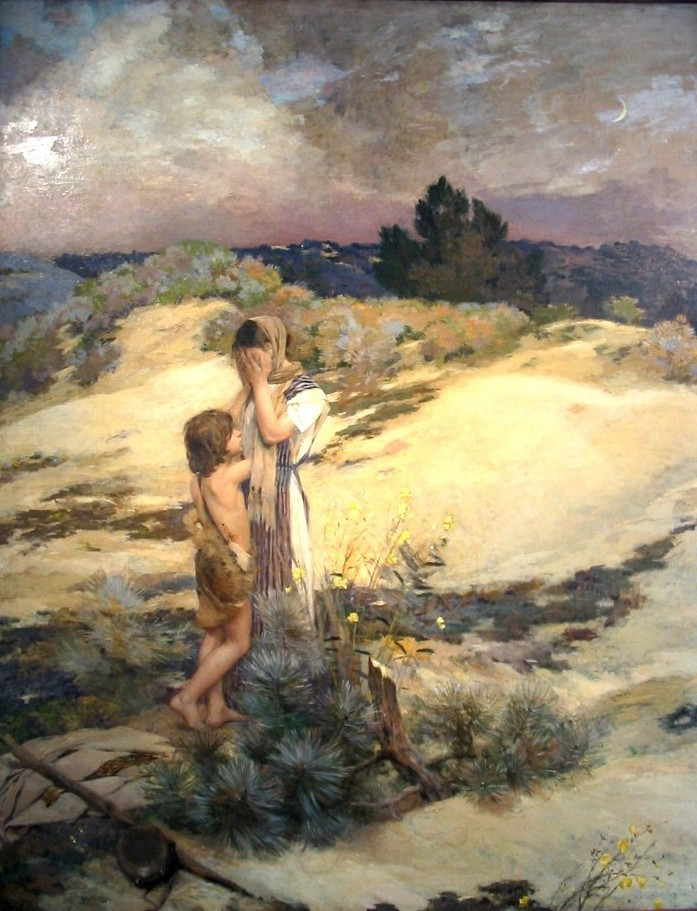
Agar et Ismael (antes de 1880), de Jean-Charles Cazin
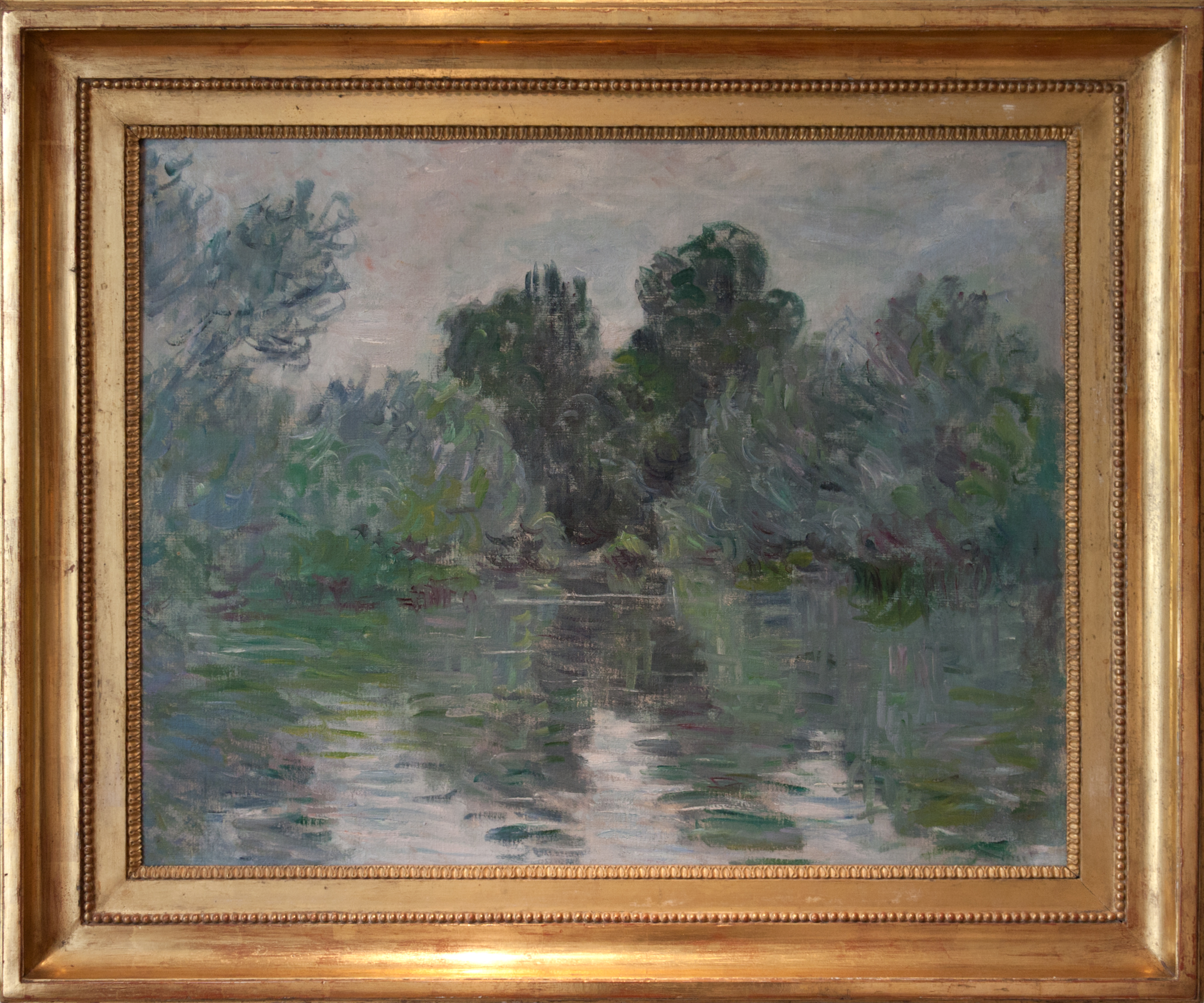
Un bras de la Seine près de Vétheuil (1878), de Claude Monet (óleo sobre tela)

- La colección de pintura flamenca y holandesa presenta obras de grandes artistas como Rubens y Rembrandt (La Fuite en Égypte) [La huida a Egipto], sino también de Frans Franken, Gerard ter Borch, Bartholomeus van der Helst, David Teniers le Jeune, Jan van Goyen et Allaert van Everdingen.

- El siglo XX está ilustrado principalmente por un hermoso conjunto de pinturas abstractas de Olivier Debré , así como las obras de Maurice Denis, Max Ernst, Jeanne Besnard-Fortin, Ferdinand Desnos, Jean-Jacques Morvan, Bruno Peinado, Pierre Buraglio o Marinette Mathieu.

### Escultura

Escultura antigua
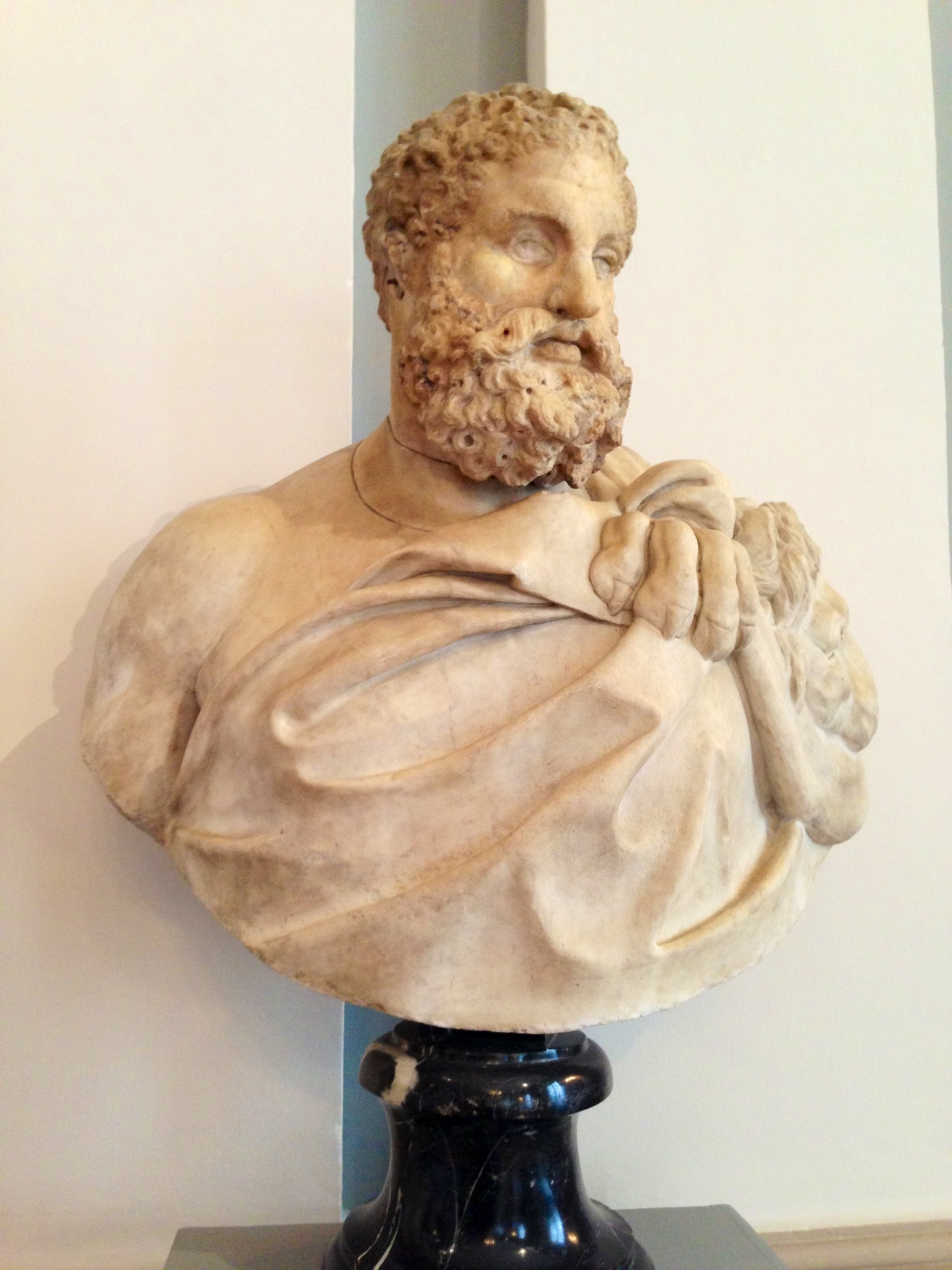
Buste d'Hercule, siglo III a. C., mármol
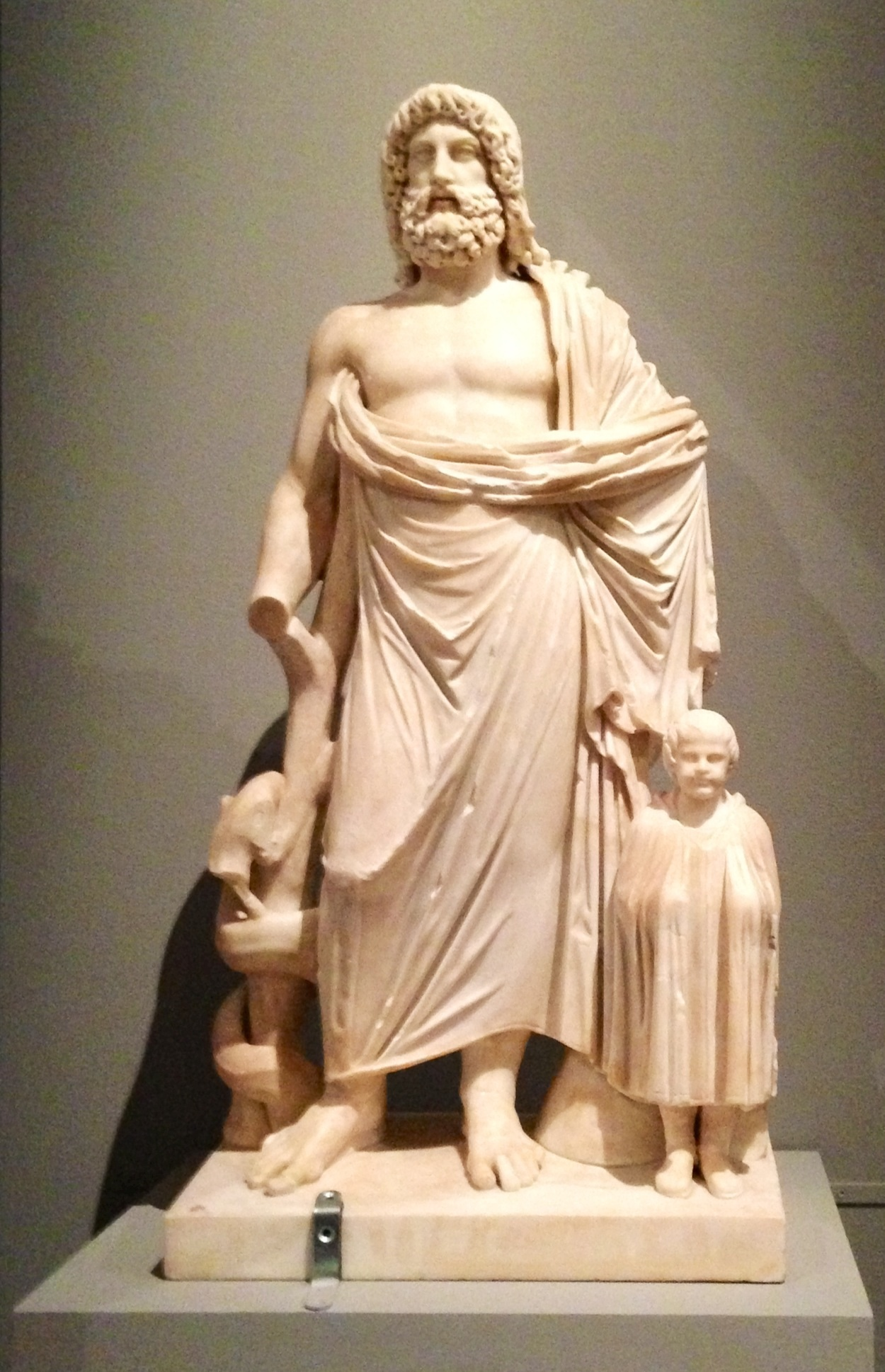
Esculape et Télesphore, siglos I-II a. C., mármol
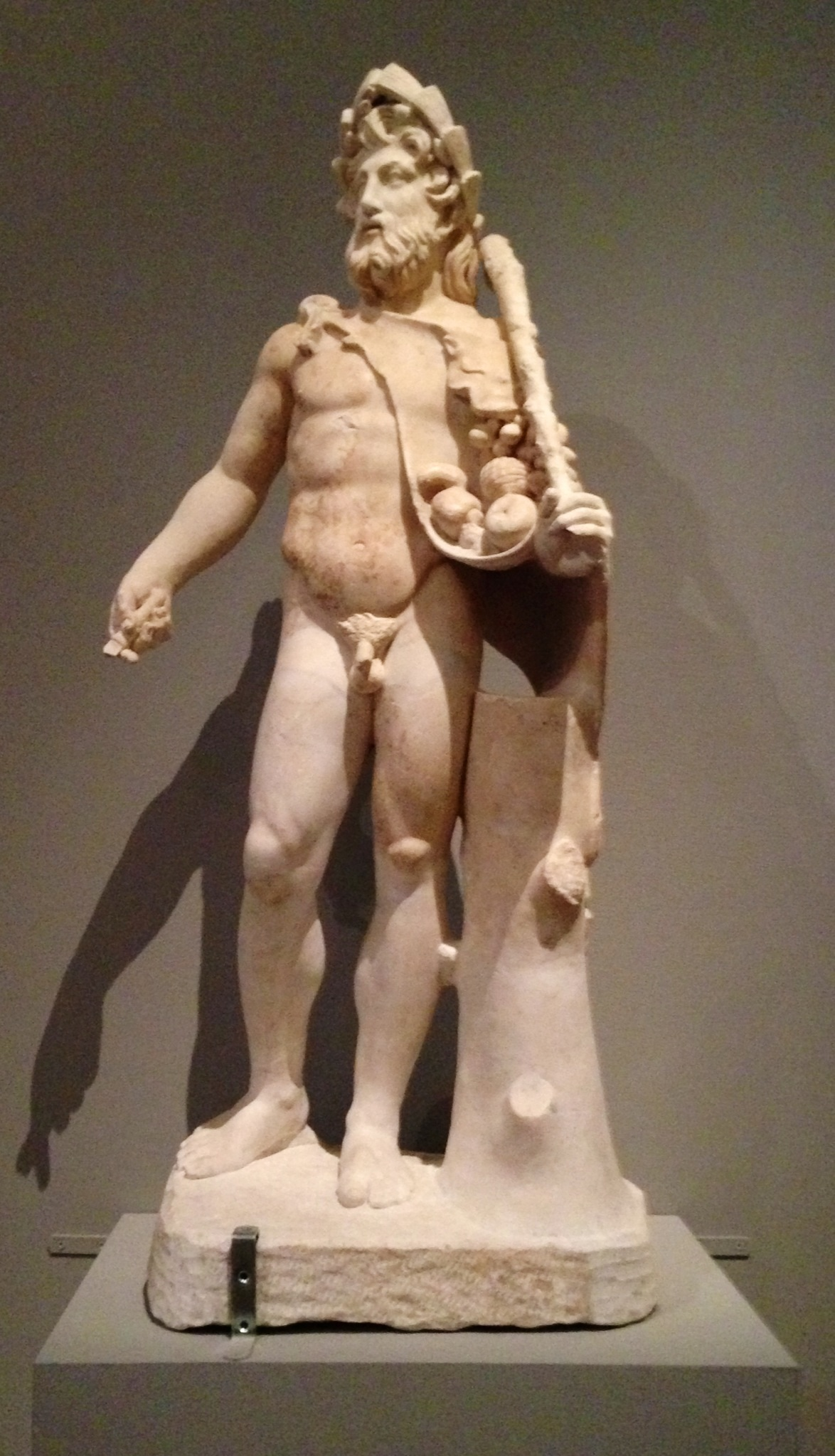
Vertumne, siglo I-II a. C., mármol
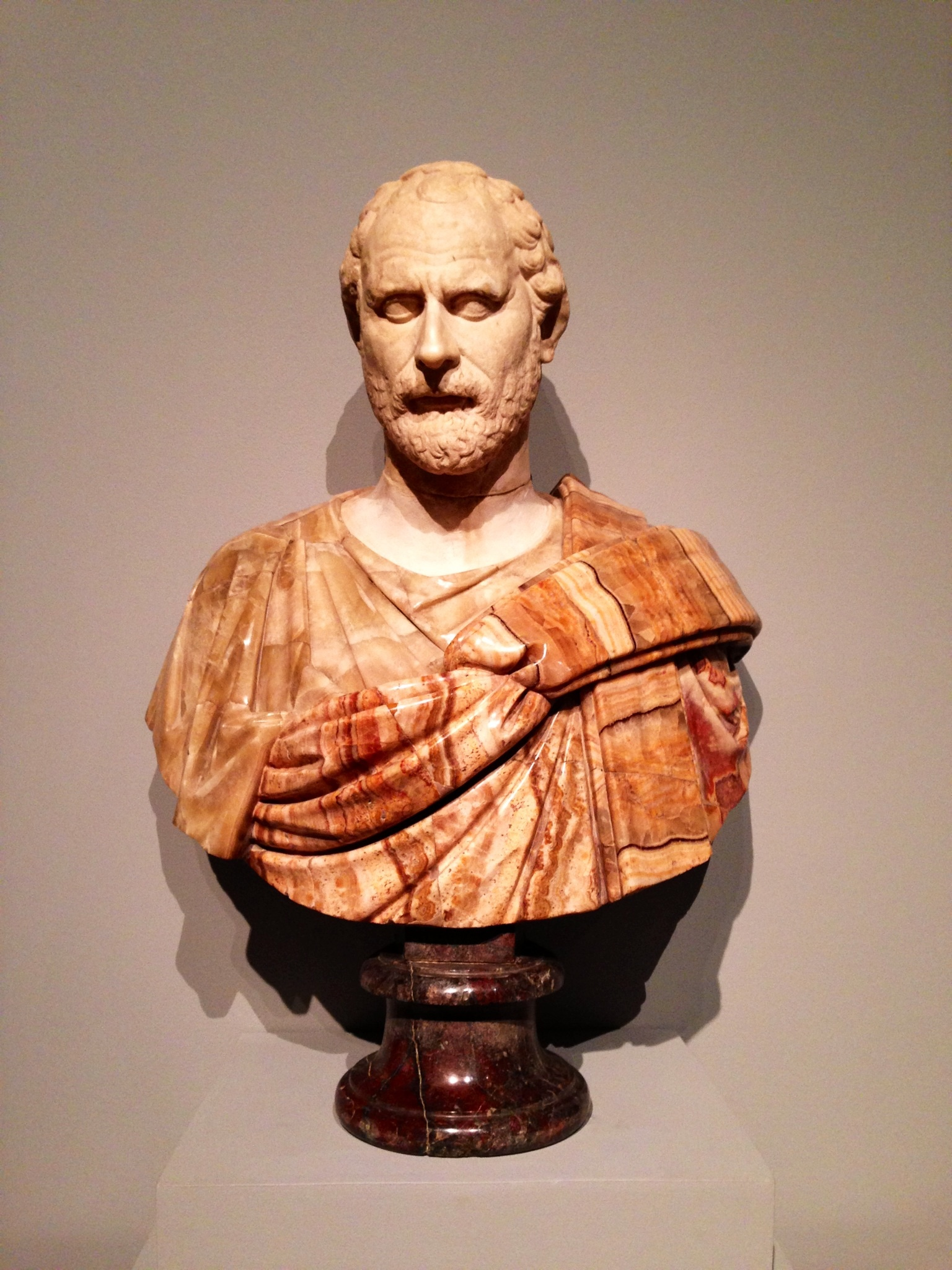
Buste de Démosthène, siglos I-II d.C., mármol blanco, onyx, mármol negro
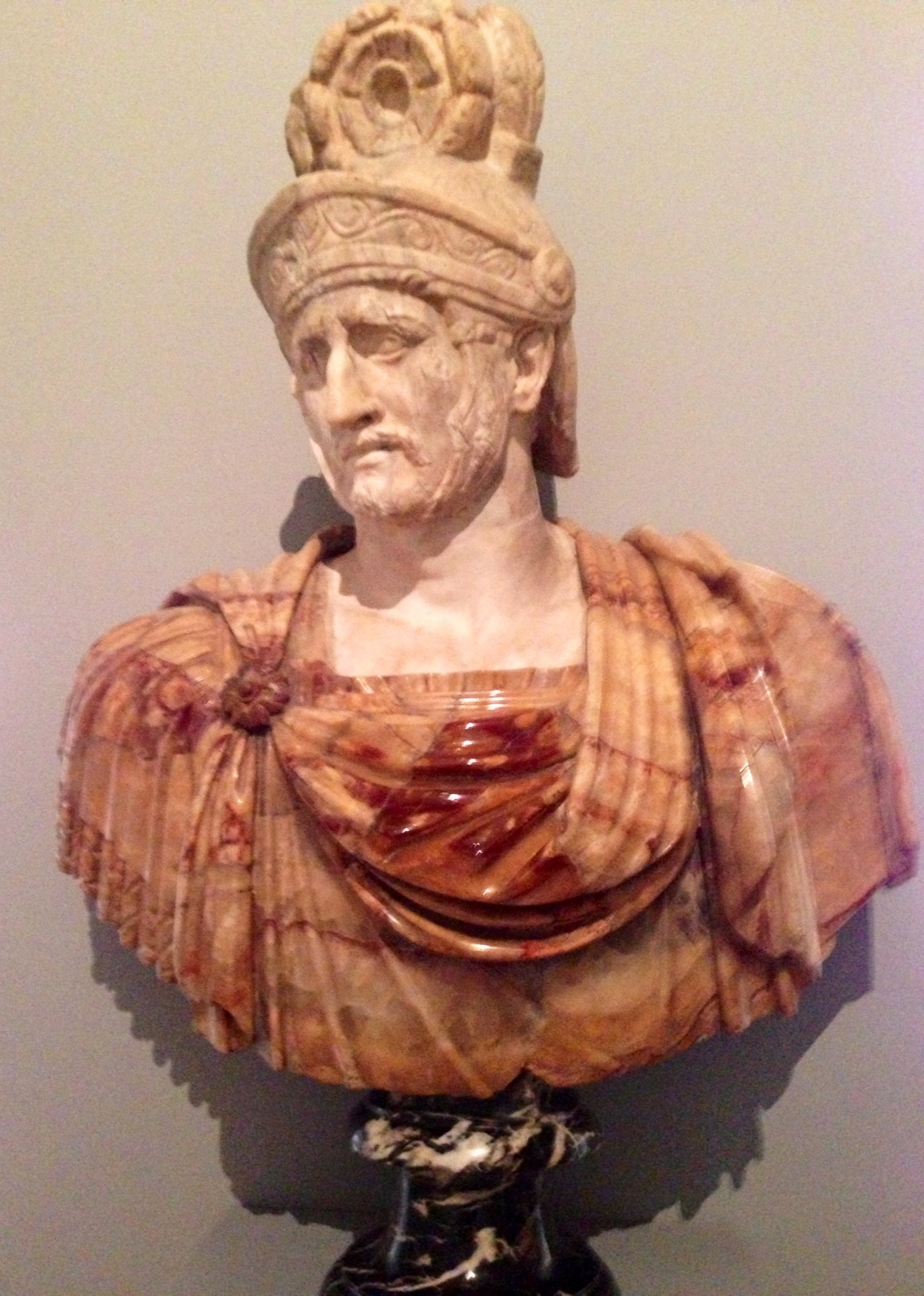
Buste de Pyrrhus, roi d'Épire, siglo II d.C., mármol blanco, onyx y mármol negro

- En la escultura, se exhibe especialmente la imponente Diane chasseresse [Diana cazadora], bronce Jean-Antoine Houdon, una de las pocas copias originales de la obra realizada en mármol desde 1776, así como las obras de Antoine Coysevox (Buste de Louis XIV), Auguste Rodin (Balzac drapé, bronce, 1898), Antoine Bourdelle, Alexander Calder (Mobile, metal pintado, en torno a 1957) y Olivier Debré.

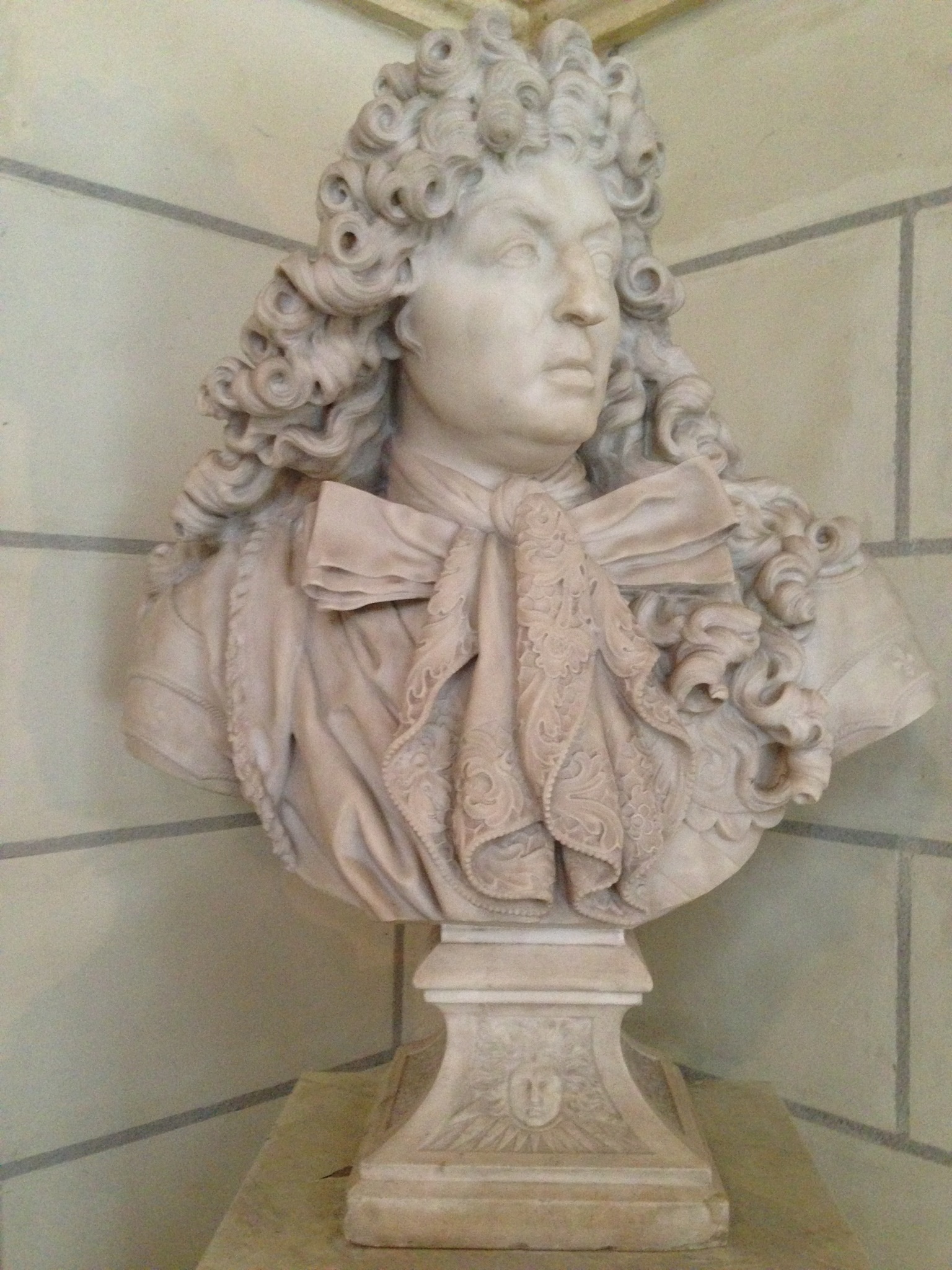
Buste de Louis XIV (ca. 1680), de Antoine Coysevox
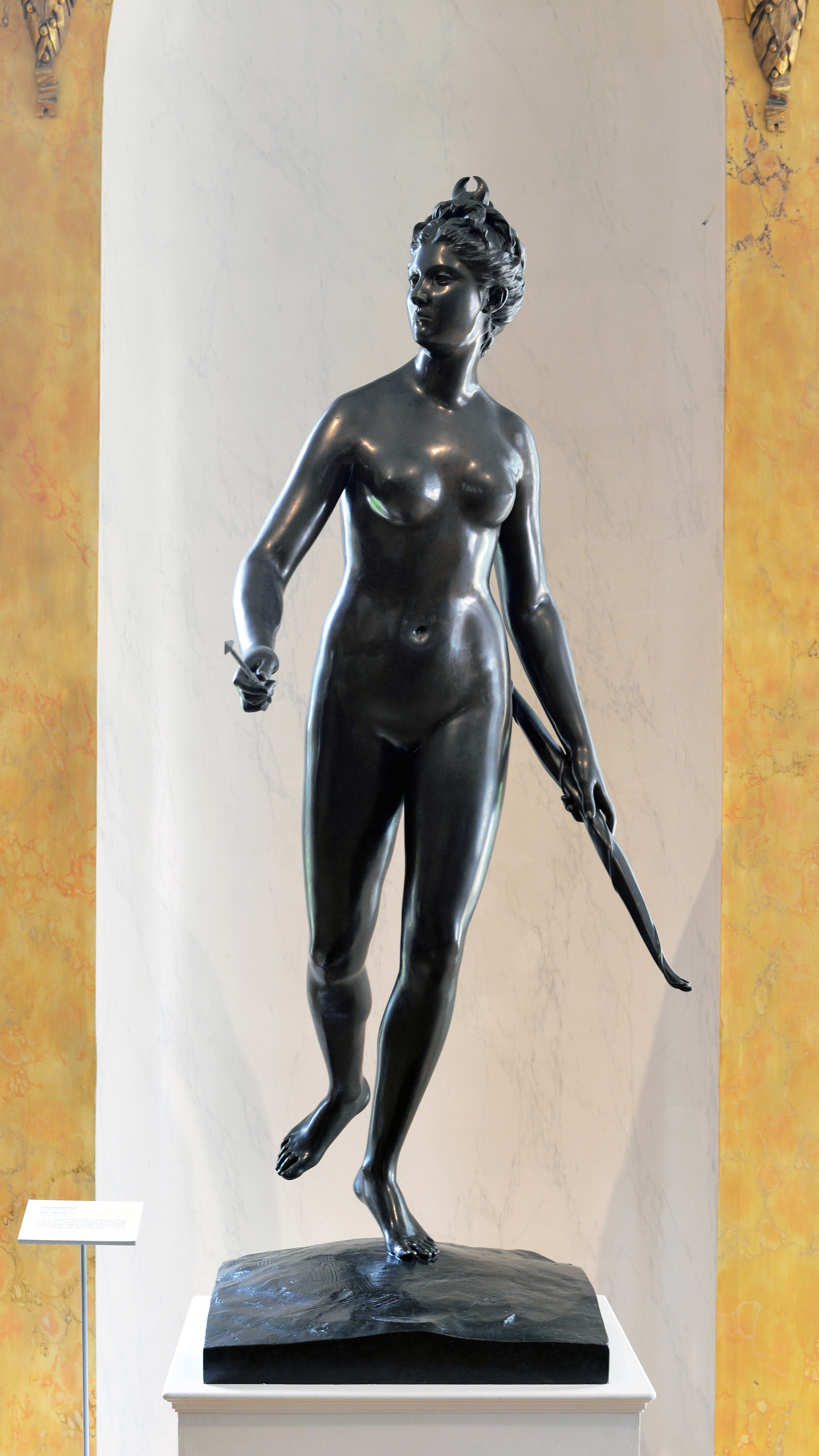
Diane chasseresse (1776), bronce de Jean-Antoine Houdon
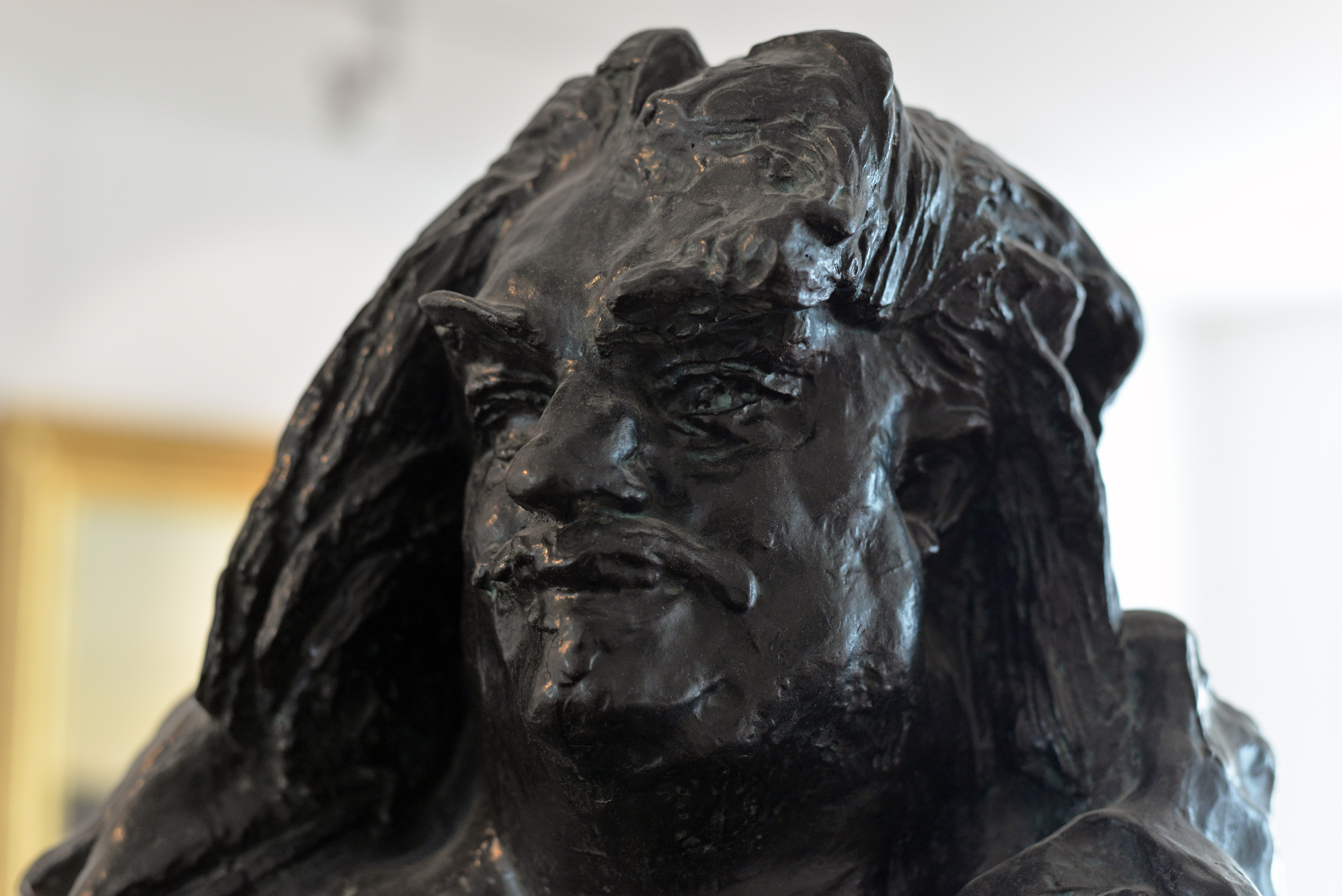
Balzac (1898), de Auguste Rodin
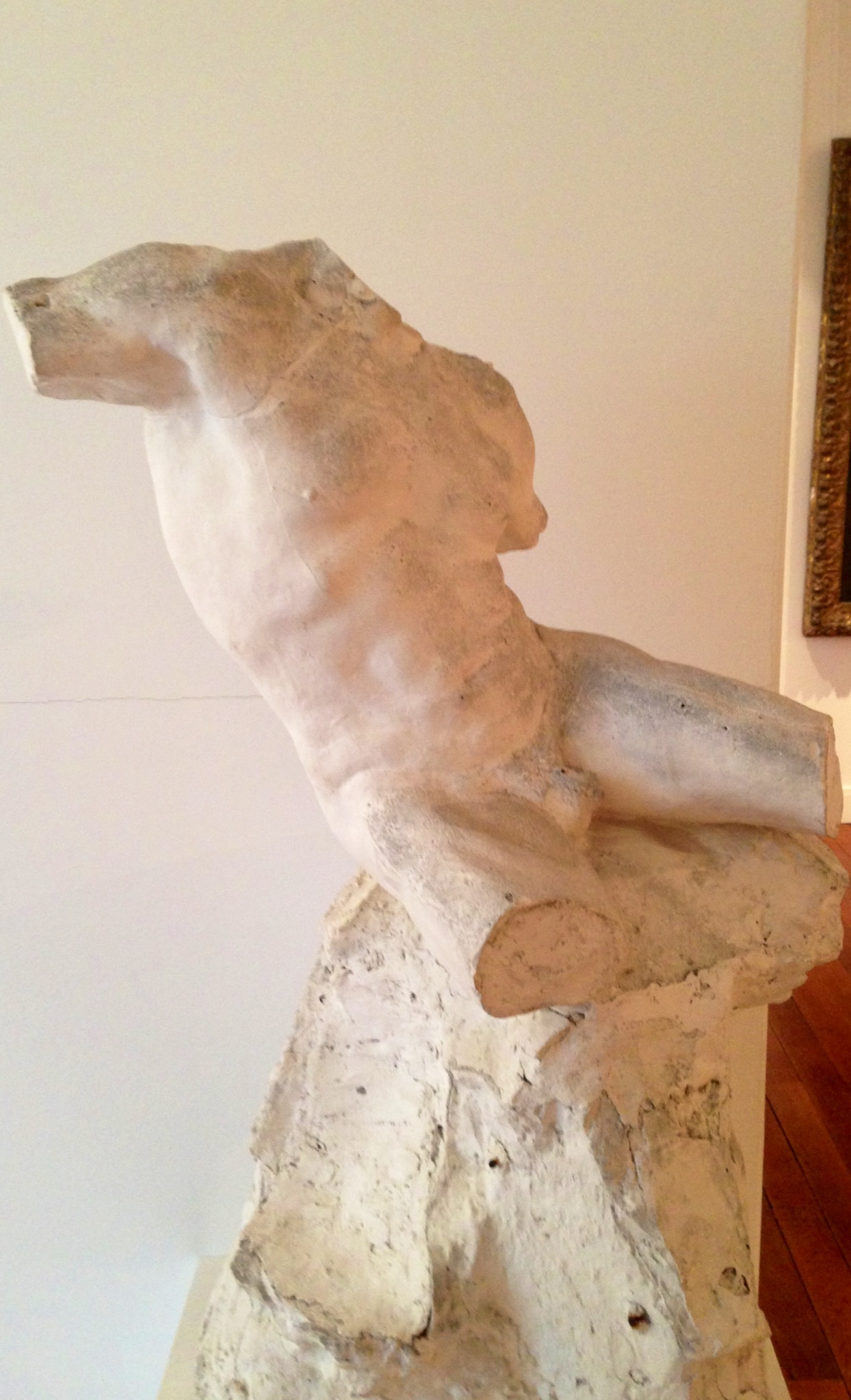
Torse de Sisyphe (1908), de Jules Desbois
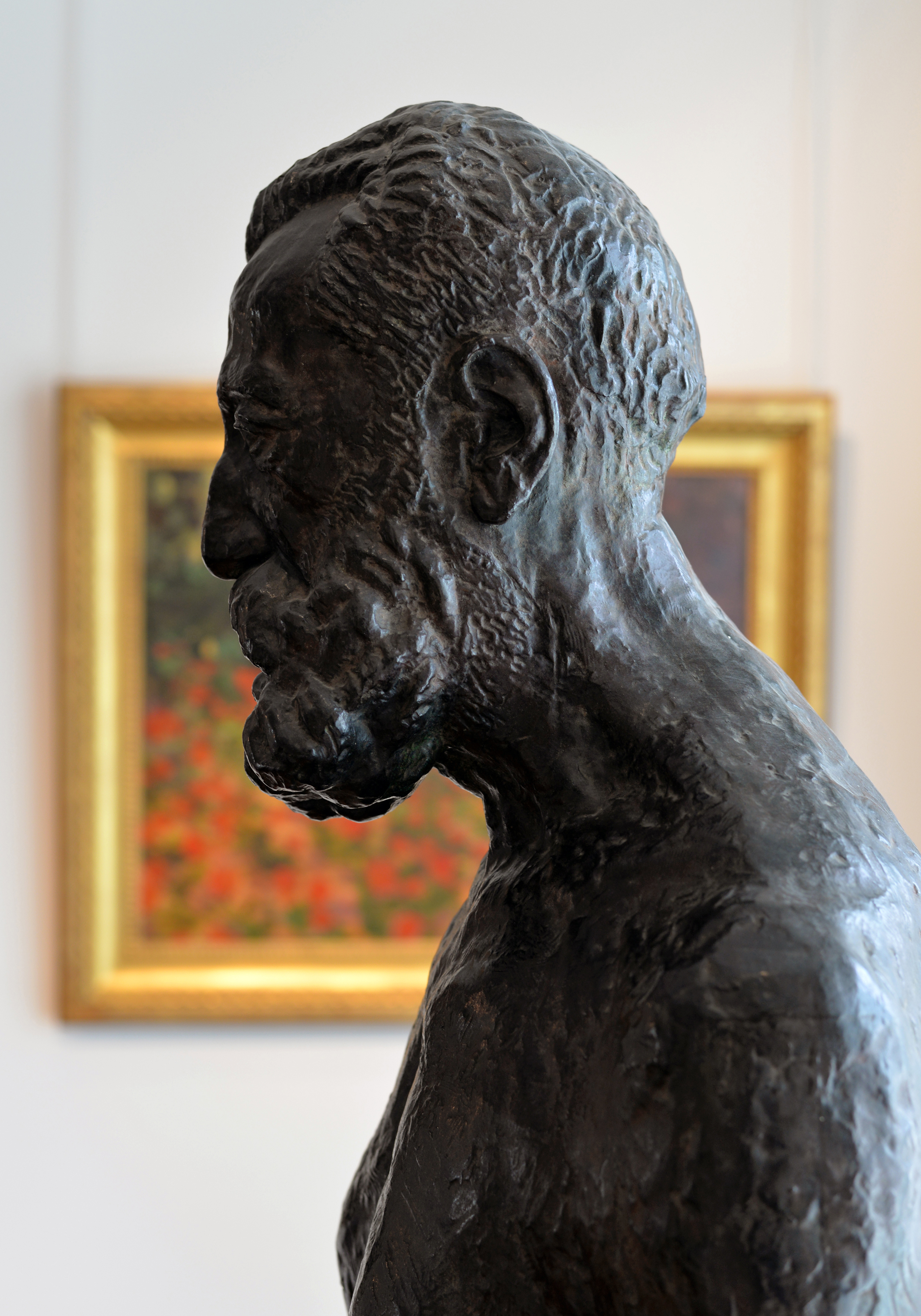
Torse nu d'Anatole France (1919), bronce de Antoine Bourdelle

## Servicio Jeune-Public del Museo de Bellas Artes de Tours

### Con los liceos de Indre-et-Loire
El servicio joven público del Museo de Bellas Artes de Tours trabaja con escuelas secundarias públicas y privadas de la metrópolis de Tours. En particular, a través del segundo programa de enseñanza de la exploración Literatura-Sociedad y Patrimonio.
Además, el Museo de Bellas Artes Tours está en contacto con otras instituciones, como las escuelas primarias. De hecho, el Museo de Bellas Artes les ofrece diversas actividades sobre muchos temas como la Antigüedad y la pintura italiana.